# Hijab

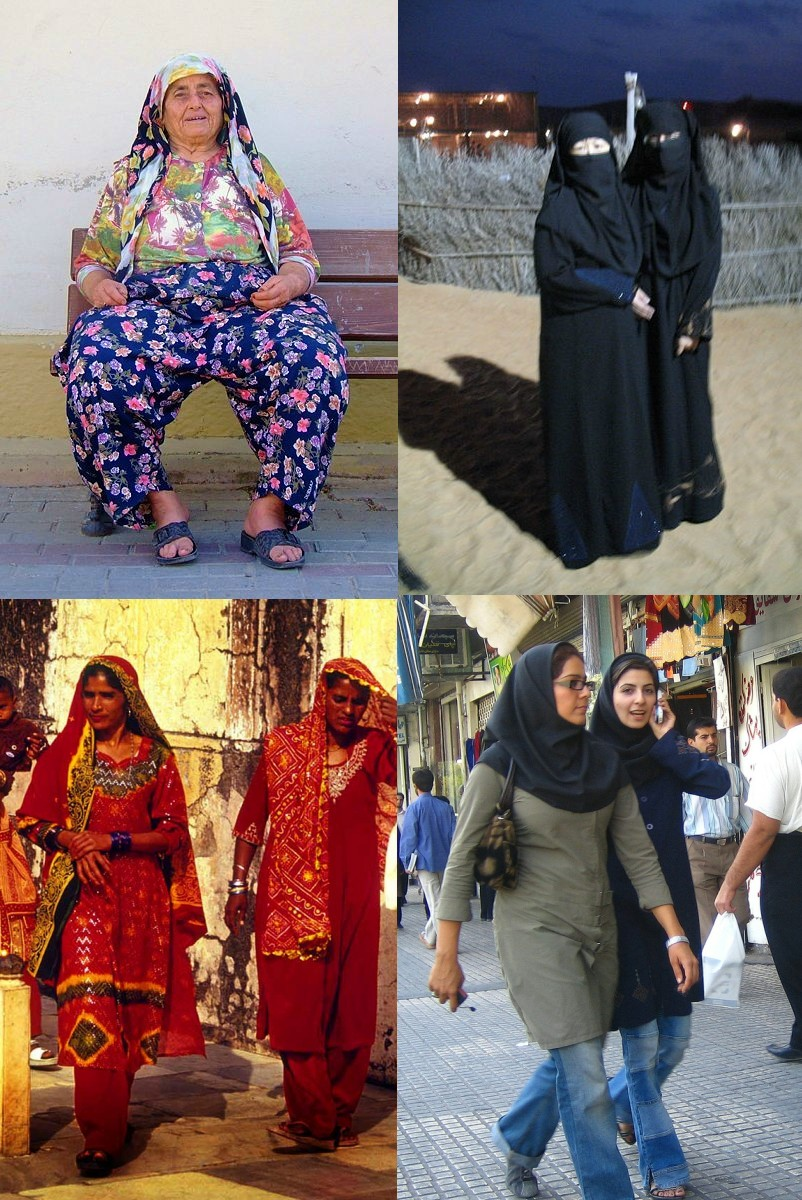
Diferite tipuri de hijab.

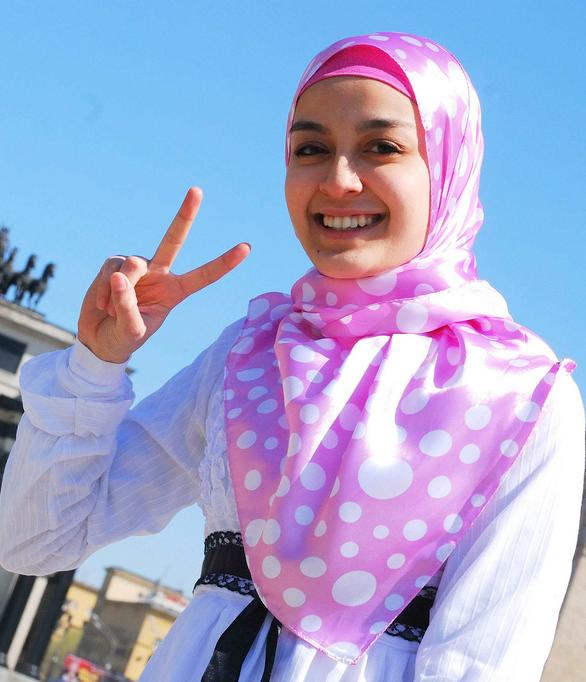

Hijab în limba (arabă : ar, hijāb) înseamnă „toate tipurile de văl plasate în fața unei ființe sau a unui obiect pentru a le ascunde vederii sau a le izola”.  În mod particular el desemnează acel tip voal pe care femeile musulmane îl poartă pe cap și care lasă fața vizibilă. Dacă vălul acoperă fața, atunci el poartă alte denumiri, cum ar fi: niqab, burqa sau sitar.
Hijab este în egală măsură cunoscut și ca vălul islamic.

## Origini
Vălul islamic își are originea în Orientul Apropiat. El este menționat în tăblița A 40 din colecția de legi ale regelui asirian Teglat-Phalazart I, din jurul anului 1000 îen., unde se spunea că era „obligatoriu pentru fiicele pubere  ale bărbaților liberi și interzis pentru prostituate”.
în Codul lui Hammurabi din secolul XVIII îen. femeile libere, spre deosebire de sclave, trebuiau să poarte văl, în caz contrar erau pasibile de aplicarea de pedepse. La rândul său, un text asirian făcea din văl un semn distinctiv între o femeie onorabilă și o prostituată.
În perioada antică, în lumea greacă și apoi romană vălul a îndeplinit aceeași funcție.
Era o funcție de distincție socială care avea să fie ulterior împrumutată și de Coran. Rabinul Josy Eisenberg sublinia că „legile antice ale civilizațiilor semitice cum erau cele ale asirienilor, obligau femeile căsătorite să poarte văl”. În iudaism, legea impunea femeilor să își acopere capul, ca simbol al apartenenței sale soțului său.
În creștinism, numeroși Părinți ai Bisericii recomandau femeilor creștine să poarte văl. Apostolul Pavel, în Prima Epistolă către Corinteni (11:2-16) nota: „Bărbatul nu trebuie să poarte văl căci el este imaginea gloriei lui Dumnezeu,  dar femeia este gloria bărbatului, iată de ce ea trebuie să poarte semnul dependenței sale”. (din acest motiv, până la jumătatea secolului XX și în special în zonele rurale, femeile își acopereau capul cu un șal, batic sau basma, când mergeau la biserică).

## Alte denumiri
- Kichali (în Insulele Comore)
- Tudung (înMalaezia)
- Ibadou (în Senegal)